# Bekecs
Bekecs é um município da Hungria, situado no condado de Borsod-Abaúj-Zemplén. Tem 25,72 km² de área e sua população em 2015 foi estimada em 2.485 habitantes.